# Senusret II

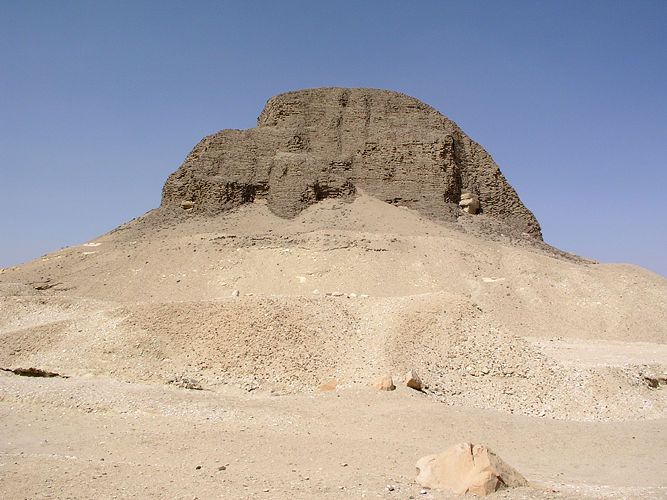
Piràmide de Senusret II

Senusret, Sesostris o Senwosret II fou el quart faraó de la dinastia XII d'Egipte. El seu nom de Sa Ra fou Senusret ('L'home de la dea Wosret'). El seu nom d'Horus fou Seshemutay, el seu Nebty Sekhaimaat o Sekhainebty; el seu Horus d'or Biknebuhotepneteru i el seu Netsu Bity o nom de regnat fou Khakhaperre ('L'ànima de Ra està venint'). El seu nom apareix també com a Khakheperra, Khakhoupirre, Khakhoupirresanousrit, Neferuhotep, Neferuhotp, Sanouasrit, Sanousrit, Sekhemaat, Senuseret, Senusrit, Senwosre, Seshemutoui, Sesusri, Userten, Usertes, Usertsen, Usertsennes i Usortasen. Va succeir al seu pare Amenemhet II vers el 1890 aC després d'una curta corregència d'un parell d'anys. No és clar quant va durar el seu regnat, ja que segons les fonts varia entre set i quinze anys; cal situar el seu regnat entre vers el 1890 aC i el 1880 aC o 1875 aC.
Es va descobrir un grup d'estàtues del faraó, dues de les quals foren usurpades per Ramsès II. També hi ha una estàtua esfinx (al Museu d'Antiguitats Egípcies del Caire) trobada a Assuan, amb inscripcions del rei i del seu pare.
També es coneixen dues estàtues d'una dama anomenada Nefret, que no portava el títol d'esposa reial encara que sí altres títols reservats a les reines, però probablement era una de les dones de Senusret II que va morir abans que el seu marit pugés al tron. La dona principal en fou Khnumetneferhedjetweret (Weret), el cos de la qual fou trobat a la piràmide de Senusret III (fill i successor de Senusret II), a Dashur. A part del fill i hereu Senusret III, el rei tenia altres fills (filles) i es troben com a possibles els noms d'Itakayet, Senusertseneb i Sithathorunet. D'aquest darrer, es van trobar joies en una tomba al darrere de la piràmide reial.
Es creu que, a diferència del que havia passat en regnats anteriors, no va arribar a associar al seu fill al tron.

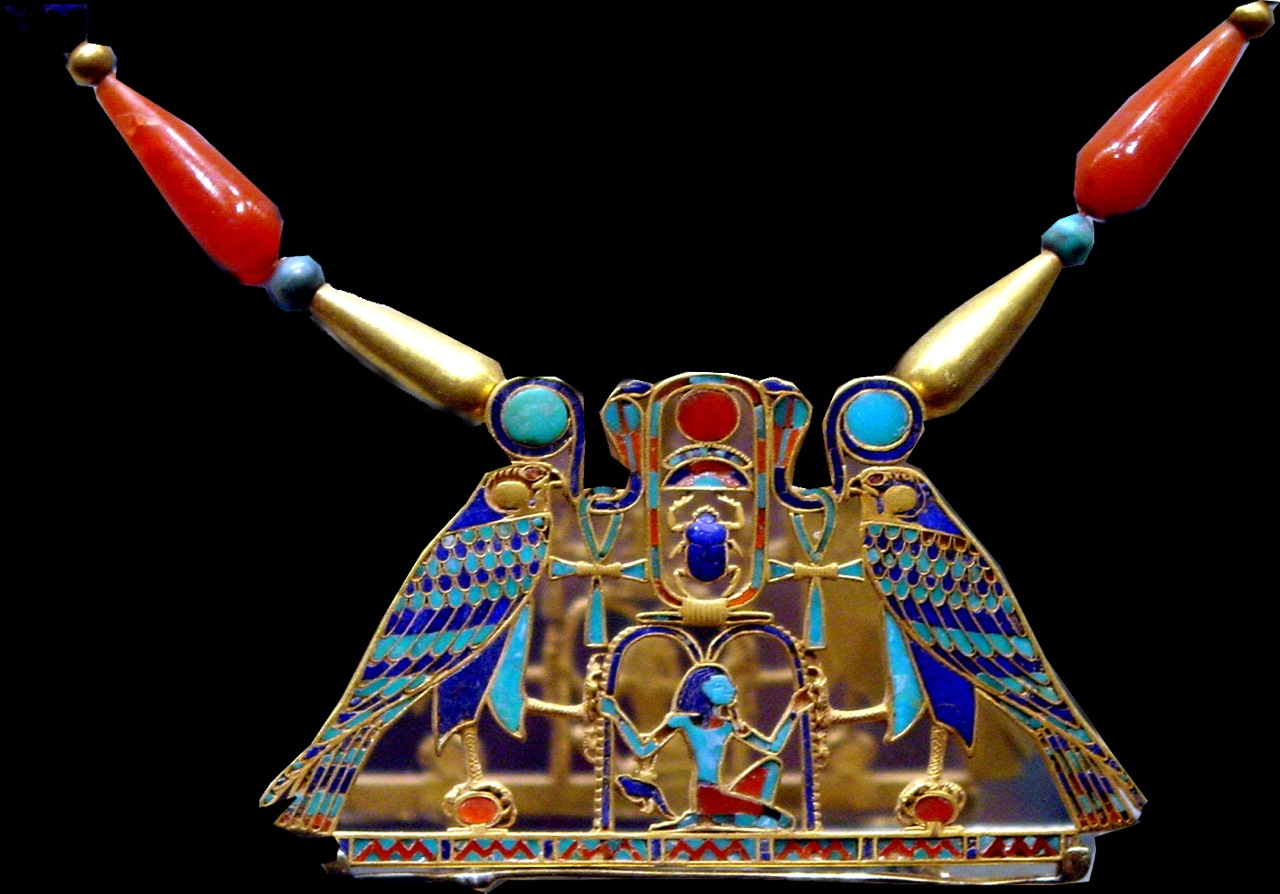
Pectoral de Senusret II (tomba de Sit-Hathor Yunet)

El seu regnat fou pacífic, sense que s'esmentin conflictes i expedicions exteriors. Els contactes diplomàtics amb la regió de Palestina i Síria van continuar. A l'interior, va tenir bones relacions amb els nomarques, com es dedueix dels texts de la tomba del nomarca Khnumhotep II a Beni Hasan. A Núbia, va mantenir les posicions i va estendre la influència egípcia a la zona entre la segona i la tercera cascada del Nil. El seu esforç principal fou fet a la zona de l'oasi del Faium, on va augmentar la quantitat de terra cultivable eliminant una gran àrea de maresmes, i va establir el projecte d'irrigació de l'oasi incloent-hi la construcció d'un dic i canals per connectar la zona amb el que avui dia es coneix com a Bahr Yussef ('canal de Josep'). El seu interès per Faium es va posar en relleu amb la construcció de piràmides construïdes a l'oasi durant o després del seu regnat. Com que els monuments mortuoris es construïen prop de les residències reials, és probable que el centre polític es desplacés cap a Faium durant i després de Senusret II. Va construir una capella a Qasr al-Sagha, al nord-est de la regió de Faium, que és l'únic monument que se li coneix, i encara no el va acabar, ja que va quedar sense decorar i amb algunes mancances. El rei també va establir el primer barri obrer conegut a la propera ciutat de Senusrethotep (Kahun).

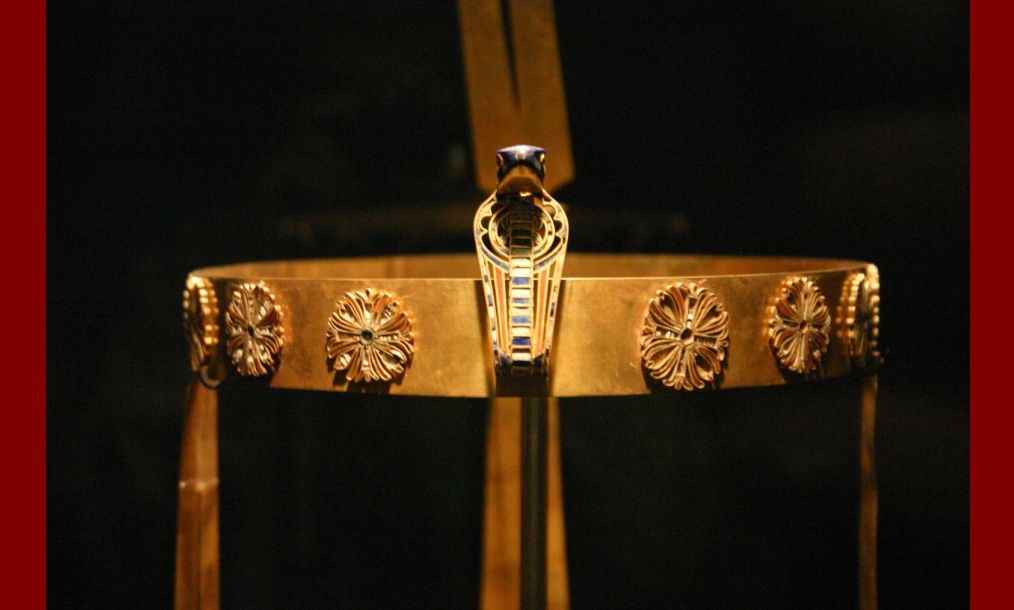
Corona de la princesa Sit-Hathor Yunet

Encara que Amenemhet II va construir la seva piràmide a Dashur, Senusret II va fer la seva prop de Faium, a Lahun, iniciant una nova tradició en la construcció de piràmides, amb algunes diferències, com per exemple la porta, la situació de la qual tenia més importància per la seguretat que per la religiositat i en lloc de trobar-se a la part nord, a la seva piràmide es troba sota el paviment a la part sud. A la piràmide de Lahun, Flinders Petrie va excavar quatre tombes el 1914 i, encara que tres n'havien estat saquejades, a la quarta (que corresponia a la princesa Sithathorunet), hi va trobar joieria fina de la princesa i altres materials (9.500 objectes de pedra, 110 anells d'or, braçalets i penjolls d'or, una corona daurada, i una màquina d'afaitar de tocador de coure), i una de les joies podria procedir de la mòmia del rei.
El va succeir el seu fill Senusret III (Sesostris III).